# سیارک ۱۶۶۶۶
سیارک ۱۶۶۶۶ (به انگلیسی: 16666 Liroma، نامگذاری:1993XL1) شانزده هزار و ششصد و شصت و ششمین سیارک کشف شده‌است که در ۷ دسامبر ۱۹۹۳ کشف شد.
قدر مطلق سیارک برابر ۱۲٫۸۰ است.